# さるしばい
『さるしばい』（Saru Shibai）は、1998年4月から9月まで、毎週金曜日深夜26:20から26:50にフジテレビで放送されていた深夜ドラマである。主演はジョビジョバ。

## 概要
ジョビジョバのメンバーが扮する、菅沼アクションクラブ所属に集うアクション俳優の卵5人と会社員1人によるシチュエーション・コメディ。菅沼アクションクラブは終盤で閉鎖され、その後の彼らの動向までを描いている。
フジテレビで深夜にシチューエション・コメディが放送されるのは『子供、ほしいね』（1990年）以来であった。ジョビジョバは当番組がテレビ番組初レギュラーとなる。番組オープニングでは番組タイトル表示のあと「Presented By JOVIJOVA」と記述されていたが、主導権はあくまでテレビ制作スタッフ側が握り、テレビにおけるジョビジョバを模索した番組だったと、後年マギーは振り返っている。
後番組は『ロクタロー』。

## 登場人物
人物名は幕末から明治時代の政治家、文化人の苗字、名前を適当に変えている。ゲストが出演することもある。
山形弘二三（やまがた・ひろふみ）
演 - 石倉力
6人の中では、一番の演技派であり本格派。たまにつまらないジョークを話す。閉鎖後故郷に帰郷した。
名前の由来は山県有朋と伊藤博文。
大久保隆史（おおくぼ・たかし）
演 - 木下明水
菅沼アクションクラブ部外者であるはずの会社員。原とは高校生からの付き合いで、ほぼメンバーのように出入りをしている。最終回手前で会社を辞めてしまい、以後は本格的に入り浸る。彼女がいる。
名前の由来は大久保利通と原敬。
伊藤巴美（いとう・ともみ）
演 - 坂田聡
6人の中の盛り上げ役。かなりのバカ。メンバーからはトミーさん（トミー伊藤）と呼ばれており、「平常心」と書かれたTシャツを着ている。閉鎖後声優を目指す。
名前の由来は伊藤博文と岩倉具視。
原有朋（はら・ありとも）
演 - 長谷川朝晴
6人の中で1番顔がよく主役もこなす一番の常識人。その後何も決まらず路頭に迷う。
名前の由来は原敬と山県有朋。
岩倉直也（いわくら・なおや）
演 - マギー
6人の中で最年長。通称「ガンソー」。脚本もこなす。閉鎖後もアクション俳優の夢を捨てきれずJAC（ジャパンあき竹城クラブ）に入所。
名前の由来は岩倉具視と志賀直哉。
志賀俊道（しが・としみち）
演 - 六角慎司
6人の中で1番の年下で肩身が狭い。最終回では女役もこなす。立退きが要求された一ヶ月の間に東京ディズニーランドでジャングルクルーズキャストに採用が決まる。
名前の由来は、志賀直哉と大久保利通。
カオル
演 - 小嶺麗奈
夏期講習で上京してきた巴美の妹。2話分にゲスト出演。

## テーマ曲
- THE THRILL『ジョビジョバのテーマ』- オープニングテーマ
- the brilliant green『Bye Bye Mr. Mug』 - エンディングテーマ

## 出版物

### ビデオ
各巻とも、2014年7月16日にDVDとして再版された。
- さるしばい 若草（ポニーキャニオン、2000年7月19日発売）
- さるしばい 檸檬（ポニーキャニオン、2000年8月2日発売）
- さるしばい 山吹（ポニーキャニオン、2000年9月6日発売）

## スタッフ
- 脚本：松井洋介、福原フトシ、宮藤官九郎、黒川麻衣、他
- 美術制作：須藤康弘、鈴木賢太
- デザイン：桐山三千代
- 美術進行：林勇
- 大道具：島田秀樹
- 装飾：門間誠
- 持道具：網野高久
- 衣装：神波憲人
- メイク：佐々木精一
- 視覚効果：田村憲行
- アクリル装飾：川島正義
- 興進電化：鶴田光芳
- 特殊美術：佐藤吉一
- CG：村山章、関谷克宏
- スチール：笠井新也
- SW：島本健司
- 撮影：遠山康之
- 映像：高橋正直
- 音声：戸山善裕
- 照明：吉川知孝
- TK：杉山清美
- 編集：岩崎秀徳（IMAGICA）
- MA：円城寺暁（IMAGICA）
- 音響効果：志田博英（3×7）
- 技術協力：ニユーテレス、FLT、IMAGICA
- ディレクター：徳光芳文・伊藤征章（フジテレビ）、小池伊織（イースト）
- プロデューサー：小須田和彦（フジテレビ）
- 制作著作：フジテレビ